# Oriana Bandiera
Pour les articles homonymes, voir Bandiera.
 (mai 2019).
Oriana Bandiera, née le 26 août 1971 à Catane (Italie), est une économiste et universitaire italienne spécialisée en économie du développement. Elle est professeur d'économie à la London School of Economics depuis 2009. Elle est directrice du Suntory and Toyota International Centres for Economics and Related Disciplines (STICERD) depuis 2012 et directrice des capacités des États au International Growth Centre et codirecteur du programme de recherche pour le développement au CEPR. En 2019, elle a reçu le prix Yrjö-Jahnsson avec Imran Rasul.

## Carrière
Les recherches de Bandiera sont axées sur l'économie du développement. Elle étudie également la microéconomie appliquée, les incitations dans les organisations et les marchés du travail.
En septembre 1999, Bandiera a rejoint la London School of Economics and Political Science (LSE) en Angleterre en tant que conférencier en économie. De janvier à mars 2003, elle a été professeur assistant invité à l'université de Chicago. De janvier à mars 2004, elle a été professeur assistant invité au département d’économie de l’université de New York. Elle a passé le mois d'avril 2004 à l'Institut d'études économiques internationales (IIES) de l'université de Stockholm. Elle a été professeur assistant invité à l'université Bocconi (son alma mater) en mars 2005 et à l'université Yale en avril 2005. Elle est retournée à l'IIES en tant que professeur assistant invité pour mars 2006. De mars à mai 2007, elle a été professeure adjointe invitée au Centre d'étude de l'organisation industrielle de l'université Northwestern. En août 2007, elle a été promue lecteur en économie. Elle a été nommée professeure d'économie en 2009. Depuis 2012, elle occupe le poste de directrice des centres internationaux d'économie et de disciplines connexes (STICERD) de LSE et des centres internationaux Toyota (STICERD). Elle est corédactrice du Journal of Labor Economics depuis 2014, d'Economica depuis 2016 et de Microeconomic Insights. 
En janvier 2008, Bandiera a reçu en 2007 le prix IZA de l'économie du travail. En 2011, elle a reçu la médaille Carlo-Alberto, une médaille « décernée à un jeune économiste italien (résidant en Italie ou à l'étranger) de moins de 40 ans pour ses contributions exceptionnelles à la recherche dans le domaine de l'économie » : elle est la première femme à la recevoir. En 2015, elle a été élue membre de la British Academy (FBA), l'académie nationale du Royaume-Uni pour les sciences humaines et sociales. En 2018, elle a remporté le prix Ester Boserup de la recherche sur le développement pour ses recherches exceptionnelles en sciences sociales sur le développement et l'histoire économique. Elle est membre de l'Académie britannique, de la Société d'économétrie, du CEPR, du BREAD et d'IZA.
Bandiera parle italien, anglais et espagnol.